# Bongcheon (métro de Séoul)
Bongcheon (en coréen : 봉천역) est une station de passage de la ligne 2 du métro de Séoul. Elle est située 1721, Nambusunhwan-ro, dans l'arrondissement de Gwanak-gu à Séoul en Corée du Sud.
Ouverte en 1984, elle est desservie par les rames omnibus qui circulent sur la ligne 2.

## Situation sur le réseau

Plan du réseau (2023)

Établie en souterrain, la station Bangbae est située sur la ligne circulaire de la ligne 2 du métro de Séoul entre les stations Sillim, en direction de Hôtel de Ville, rotation dans le sens des aiguilles d'une montre, et Université nationale de Séoul, en direction de Hôtel de Ville, rotation dans le sens inverse des aiguilles d'une montre.

## Histoire
La station Bongcheon est mise en service le 22 mai 1984, lors de l'ouverture à l'exploitation de la section de Université nationale de Séoul à Euljiro 1(il)-ga (via Sindorim) qui marque l'achèvement de la ligne circulaire de la ligne 2 du métro de Séoul.

## Services aux voyageurs

### Accès et accueil
Établie au 1721, Nambusunhwan-ro, la station dispose de six accès, numérotés de 1 à 6. Des escaliers, escaliers mécaniques et ascenseurs permettent les circulations piétonnes entre les différents niveaux. Elle est notamment équipée d'automates pour l'achat de titres de transport. Les quais de la station sont équipés de portes palières.

### Desserte
Bongcheon est desservie par les rames omnibus qui circulent sur la ligne 2.

Installations ligne 2
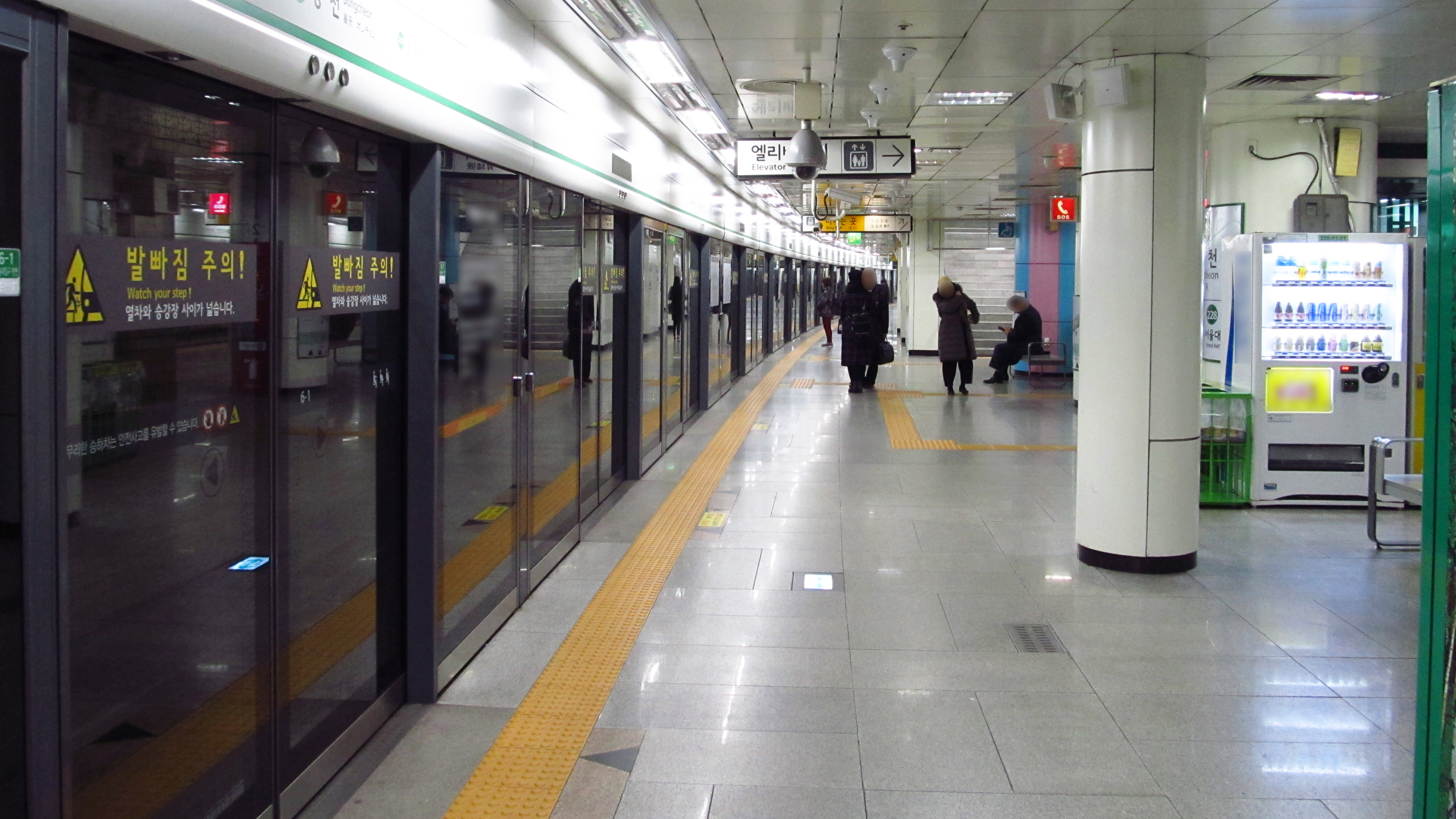
En 2018.
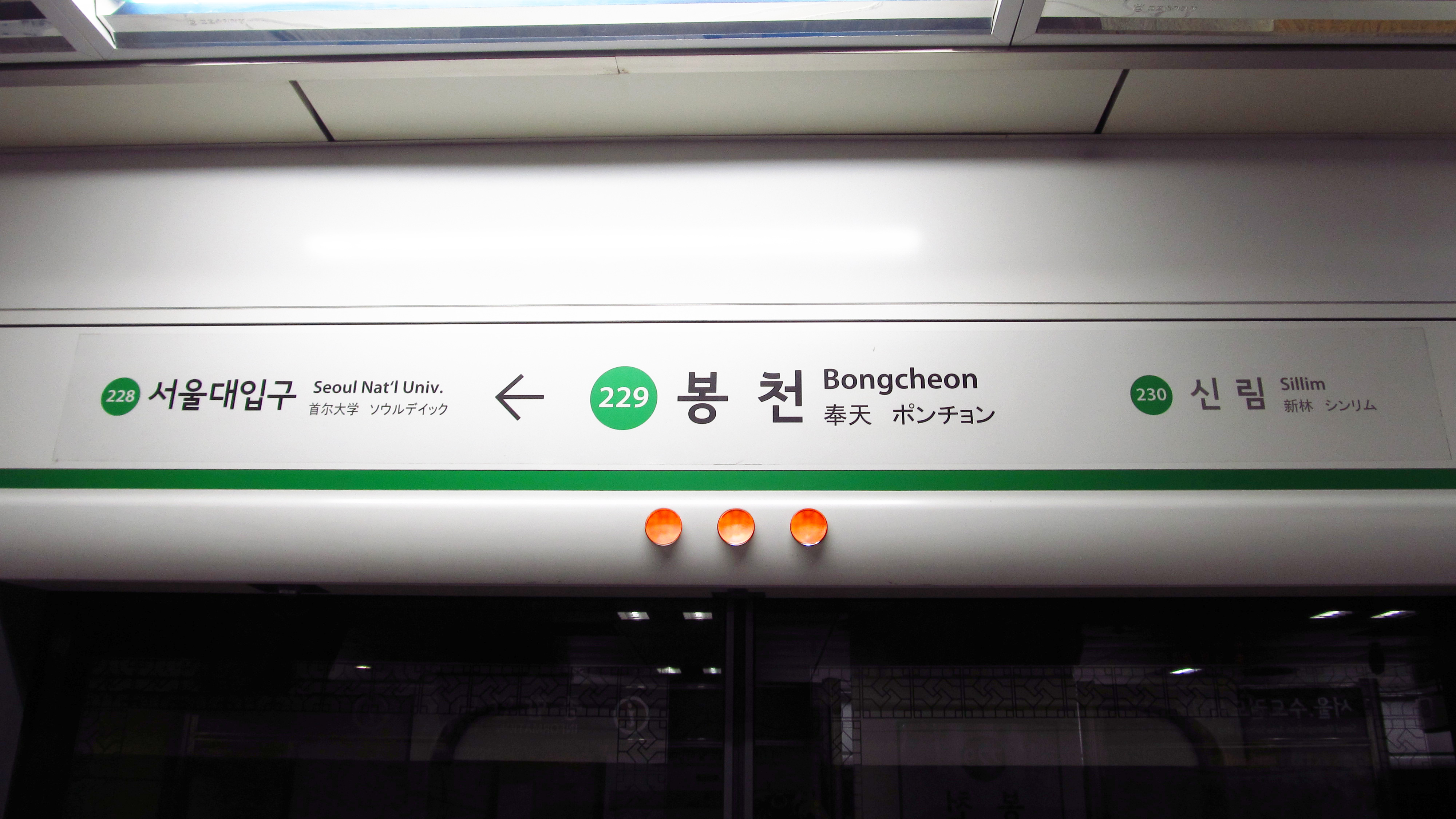
En 2018.
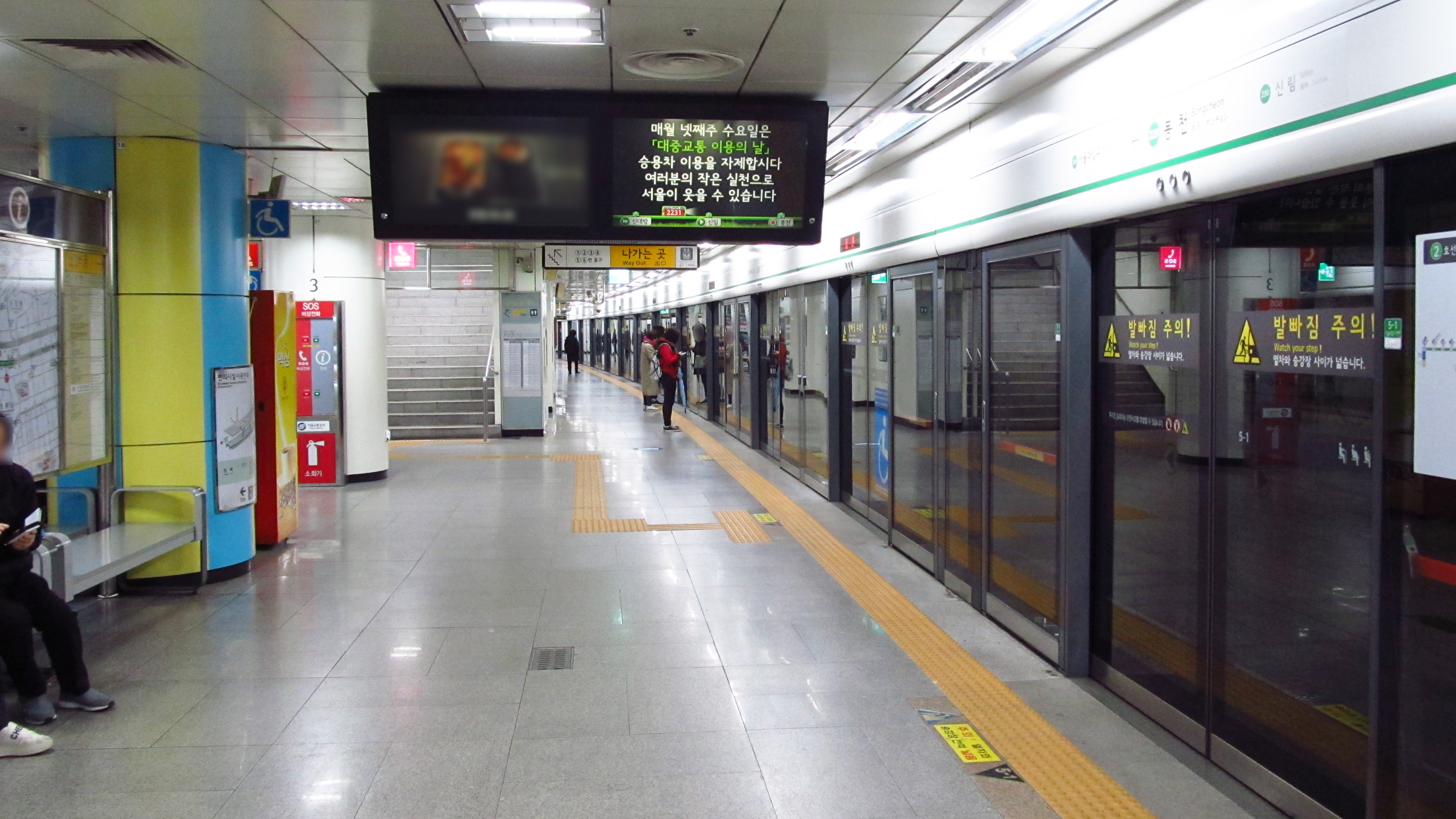
En 2018.

### Intermodalité
Des arrêts de bus urbains sont situés à proximité de certains accès.

## À proximité
Des établissements scolaires et notamment le marché général de Jeil.